# ローリー・キャロル
ローリー・キャロル（Rory Carroll、男性、1972年 - ）は、イギリスの日刊紙『ガーディアン』に所属する新聞記者。アイルランドのダブリン出身。
ダブリンのブラックロック・カレッジ、ダブリン大学トリニティ・カレッジ、ダブリンシティ大学を卒業。ガーティアン紙ローマ支局（1992年 - 2002年）、ヨハネスブルグ支局（2002年 - 2005年）を経て、2005年1月よりバグダード支局に勤める。
2005年10月19日、サダム・フセイン政権の犠牲者にインタビューを完了した後、バグダードにて拉致される。このインタビューはムクタダー・アッ＝サドルのバグダードにある事務所の援助を受けて行われたものだった。拉致された翌日、キャロルは解放される。
2006年4月より、ラテンアメリカ特派員としてベネズエラのカラカス支局に配属される。
2013年、"El Comandante, Hugo Chávez's Venezuela" を出版する（2014年、伊高浩昭による日本語訳『ウーゴ・チャベス―ベネズエラ革命の内幕』が岩波書店より出版された）。
現在、アメリカ西海岸、ガーディアンのロサンジェルス支局に配属されている。